# Рудолф III фон Тирщайн
Рудолф III фон Тирщайн (на немски: Rudolf III von Tierstein; * пр. 1125; † сл. 1156) от линията Фробург-Хомберг на графете на Тирщайн в Зизгау е граф на Хомберг (в Лойфелфинген, кантон Базел Ландшафт) в Швейцария.

## Биография
Той е син на граф Рудолф II фон Тирщайн-Фрик-Хомберг († сл. 7 март 1114) и съпругата му Ита фон Хабсбург († сл. 1125), дъщеря на граф Вернер I фон Хабсбург († 1096) и Регилинда фон Неленбург графиня на Баден († 1086). Полубрат е на Вернер I фон Тирщайн-Хомберг († 1141/или сл. 1154), граф на Тирщайн, Фрик и Хомберг.
През края на 12 век графовете фон Тирщайн наследяват замък Пфефинген от графовете фон Заугерн. През средата на 13 век замъкът е реставриран и фамилията фон Тирщайн резидира там. През началото на 14 век замъкът е зависим от епископство Базел и отношенията между епископа и род Тирщайн не са най-добри. През 1335 г. епископът на Базел обсажда неуспешно замъка. Около средата на 14 век фамилията Тирщайн се разделя на две линии. Едната линия живее веднага във Фарнсбург, а другата в Ной-Тирщайн и Пфефинген.

## Фамилия
Рудолф III фон Тирщайн се жени за Берта фон Заугерн, дъщеря на граф Удалхард фон Заугерн. Те имат пет деца:
- Рудолф V фон Тирщайн (I) (* пр. 1173; † 1236, убит), женен за Гепа фон Фробург († сл. 1208), дъщеря на граф Фолмар II фон Фробург († 1175)
- Берта фон Тирщайн († сл. 1242)
- Аделхайд фон Тирщайн († сл. 1253), омъжена за Улрих I фон Шнабелбург († сл. 18 март 1255)
- Симон фон Тирщайн († сл. 1208)
- Вернер фон Тирщайн († сл. 1245), каноник в Базел